# جانورزدایی

گزارش سیاره زنده صندوق جهانی حیات وحش در سال ۲۰۲۲ نشان داد که جمعیت حیات وحش از سال ۱۹۷۰ به‌طور متوسط ۶۹ درصد کاهش یافته است

جانورزدایی، به معنای انقراض جهانی، محلی یا کارکردی جمعیت‌ها یا گونه‌های جانوری از جامعه بوم‌شناختی است. ازدیاد جمعیت انسان، همراه با پیشرفت فناوری‌های بهره‌برداری، منجر به بهره‌کشی شدیدتر و کارآمدتر از محیط‌زیست شده است. این روند باعث کاهش چشمگیر مهره‌داران بزرگ از زیست‌بوم‌ها شده و پدیده‌ای را به‌وجود آورده که با عنوان «جنگل‌های خالی» (empty forest) شناخته می‌شود.
جانورزدایی با انقراض تفاوت دارد؛ این اصطلاح نه‌تنها ناپدید شدن گونه‌ها را شامل می‌شود، بلکه کاهش جمعیت آن‌ها را نیز در بر می‌گیرد. نخستین اشاره به آثار جانورزدایی در سال ۱۹۸۸، در سمپوزیوم «تعاملات گیاه و جانور» در دانشگاه کمپیناس برزیل و در زمینه قلمرو نوحاره‌ای (نواحی استوایی قاره آمریکا) صورت گرفت. از آن زمان تاکنون، این اصطلاح کاربرد گسترده‌تری در زیست‌شناسی حفاظت یافته و به عنوان پدیده‌ای جهانی شناخته می‌شود.
برآوردها نشان می‌دهد که بیش از ۵۰ درصد از جمعیت حیات‌وحش جهان در طی ۴۰ سال گذشته از بین رفته است. در سال ۲۰۱۶ پیش‌بینی شد که تا سال ۲۰۲۰، ۶۸٪ از گونه‌های حیات‌وحش جهان نابود خواهند شد. در منطقه آمریکای جنوبی، تصور می‌شود که تا ۷۰ درصد از جمعیت حیات‌وحش از دست رفته است.
مطالعه‌ای در سال ۲۰۲۱ نشان داد که تنها حدود ۳٪ از سطح خشکی‌های زمین به‌لحاظ بوم‌شناختی و جانوری دست‌نخورده باقی مانده است؛ به‌این معنا که هنوز جمعیت‌های بومی جانوران در آن وجود دارند و اثرگذاری انسان یا بسیار اندک است یا اصلاً وجود ندارد.
در نوامبر ۲۰۱۷، بیش از ۱۵٬۰۰۰ دانشمند از سراسر جهان هشدار دومی صادر کردند که در آن، ضمن ابراز نگرانی نسبت به روند تخریب محیط‌زیست، خواستار تدوین و اجرای سیاست‌هایی برای توقف جانورزدایی، بحران شکار غیرقانونی، و بهره‌کشی و تجارت حیات‌وحش شدند.

## عوامل محرک

### بهره‌برداری بیش از حد

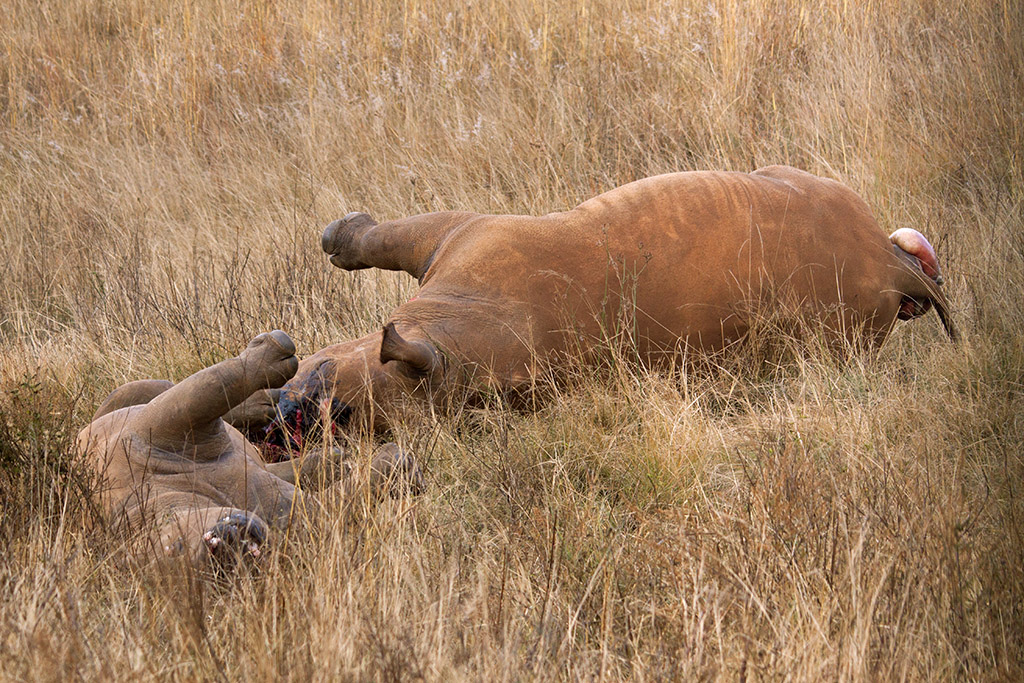
شکار غیرقانونی کرگدن

شکار و برداشت شدید حیوانات، گونه‌های مهره‌دار در معرض خطر را در سراسر جهان تهدید می‌کند. مهره‌داران شکارچی یا گونه‌های بازی، به عنوان منابع باارزش در جنگل‌ها و ساواناهای مناطق گرمسیری شناخته می‌شوند. به‌عنوان مثال، در منطقه آمازون برزیل سالانه حدود ۲۳ میلیون مهره‌دار کشته می‌شوند؛ از جمله گونه‌هایی که بیشترین حساسیت را به برداشت دارند می‌توان به نخستی‌سانان، تاپیر، گراز بدبوی لب‌سفید، آرمادیلو غول‌پیکر و لاک‌پشت زمینی اشاره کرد.
بهره‌برداری بی‌رویه می‌تواند تراکم جمعیت این گونه‌ها را بیش از نصف کاهش دهد و همچنین تراکم جمعیتی آن‌ها را کم کند. جمعیت‌هایی که در نزدیکی روستاها و سکونتگاه‌های انسانی قرار دارند، به‌طور قابل توجهی بیشتر در معرض کاهش و تخلیه قرار دارند. همچنین، با افزایش تراکم سکونتگاه‌های محلی مانند روستاها، فراوانی گونه‌های بازی محلی کاهش می‌یابد.

### تخریب و تکه‌تکه شدن زیستگاه

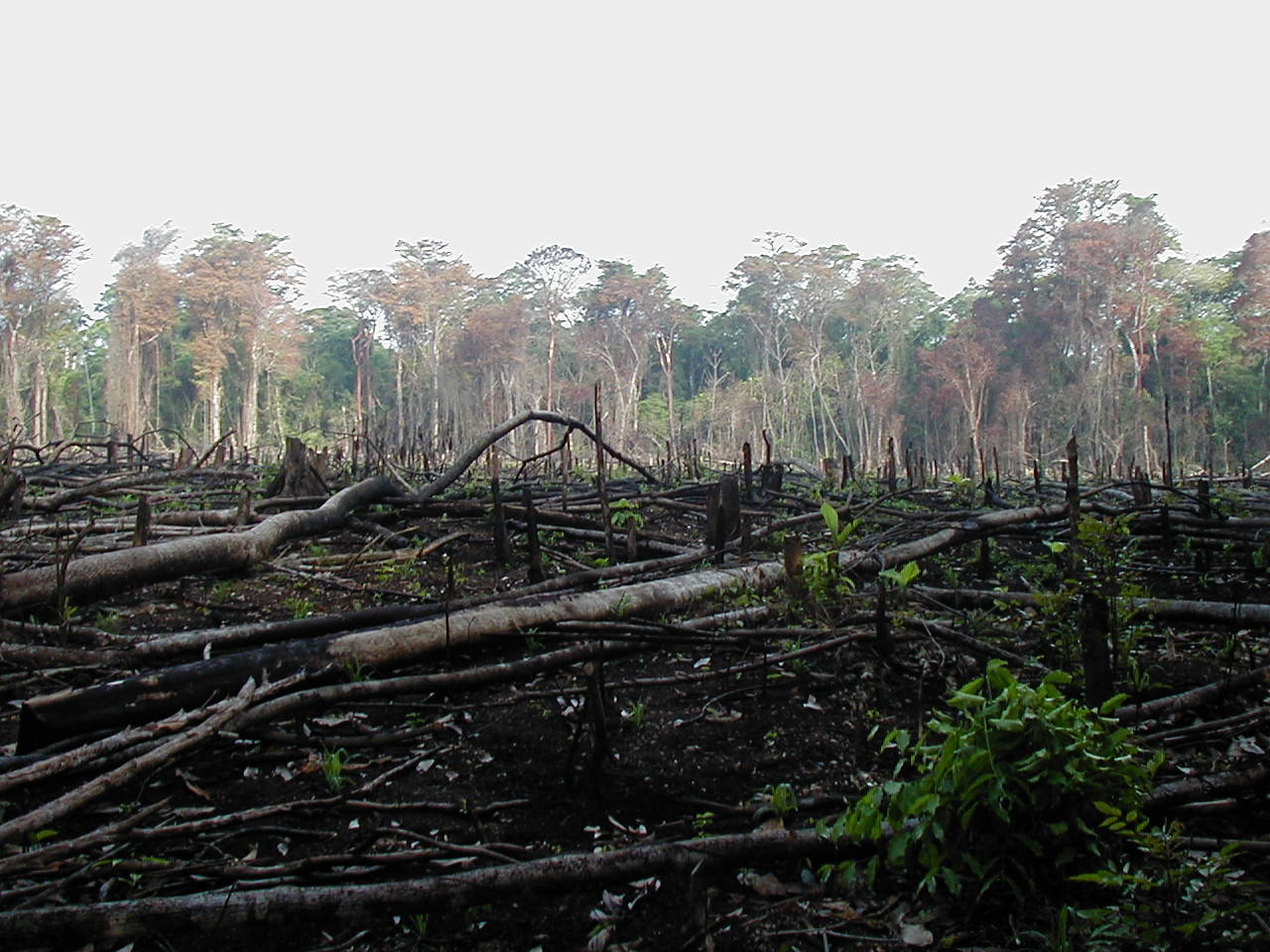
آتش‌سوزی لاکانجا، جنگل‌زدایی را نشان می‌دهد

رشد جمعیت انسانی منجر به تغییرات در کاربری سرزمین می‌شود که این امر می‌تواند باعث گسستگی زیستگاه طبیعی شود. پستانداران بزرگ معمولاً نسبت به حیوانات کوچک‌تر آسیب‌پذیرتر هستند، زیرا آن‌ها به محدوده‌های زیستی بزرگ‌تری نیاز دارند و بنابراین بیشتر در معرض تأثیرات ناشی از جنگل‌زدایی قرار می‌گیرند. گونه‌های بزرگ مانند فیل‌ها، کرگدن‌ها، نخستی‌سانان، تاپیر و گراز بدبو اولین جانورانی هستند که در جنگل‌های بارانی قطعه‌قطعه‌شده از بین می‌روند.

### گونه‌های مهاجم
تأثیرات انسانی مانند مستعمره‌سازی و کشاورزی باعث شده‌اند گونه‌ها خارج از زیستگاه‌های بومی خود پراکنده شوند. قطعه‌قطعه شدن زیستگاه‌ها علاوه بر کاهش منابع و زیستگاه، تأثیرات زنجیره‌ای بر گونه‌های بومی دارد؛ به‌گونه‌ای که مناطق را آسیب‌پذیر در برابر هجوم گونه‌های غیر بومی می‌کند. گونه‌های مهاجم می‌توانند با گونه‌های بومی رقابت کنند یا به‌طور مستقیم آن‌ها را شکار کنند و همچنین زیستگاه را به گونه‌ای تغییر دهند که شرایط برای بقای گونه‌های بومی نامناسب شود.

## الگوهای جهانی
مناطق گرمسیری بیشترین تأثیر را از جانورزدایی متحمل شده‌اند. این مناطق که شامل آمازون برزیل، حوضه کنگو در آفریقای مرکزی و اندونزی می‌شوند، بیشترین نرخ بهره‌برداری بیش از حد و تخریب زیستگاه را تجربه می‌کنند. با این حال، علل خاص جانورزدایی در هر منطقه متفاوت است و مناطقی که یک گروه در معرض خطر (مانند پرندگان) را دارند، لزوماً سایر گروه‌های در معرض خطر (مانند پستانداران، حشرات یا دوزیستان) را نیز در خود ندارند.